# Tachydromia phanensis
Tachydromia phanensis är en tvåvingeart som beskrevs av Igor Shamshev och Patrick Grootaert 2008. Tachydromia phanensis ingår i släktet Tachydromia och familjen puckeldansflugor.
Artens utbredningsområde är Thailand. Inga underarter finns listade i Catalogue of Life.